# Lina Cheryazova
Lina Cheryazova née le 1er novembre 1968 à Tachkent (RSS d'Ouzbékistan) et morte le 23 mars 2019 à Novossibirsk (Russie) est une skieuse acrobatique ouzbèke, spécialisée dans la discipline du saut acrobatique. Elle remporte notamment le premier concours olympique de la discipline lors des Jeux de 1994 à Lillehammer.
Elle a, à ce jour, remporté la seule médaille olympique ouzbèke aux Jeux d'hiver. Il s'agit par ailleurs de la première médaille olympique remporté par l'Ouzbékistan, été et hiver confondus, puisque ce pays participait alors à ses premiers Jeux en 1994.

## Palmarès

### Jeux olympiques d'hiver
- Jeux olympiques de 1994 à Lillehammer (Norvège) :
  -  Médaille d'or en saut acrobatique

### Championnats du monde de ski acrobatique
- Championnats du monde de ski acrobatique de 1993 à Altenmarkt im Pongau (Autriche) :
  -  Médaille d'or en saut acrobatique.

### Coupe du monde de ski acrobatique
- 2 petits globe de cristal :
  - Vainqueur du classement sauts en 1993 et 1994.
- 23 podiums dont 13 victoires en Coupe du monde de ski acrobatique